# Karl Honay
Karl Honay (* 22. November 1891 in Wien; † 5. Juni 1959 ebenda) war ein österreichischer Politiker (SPÖ).

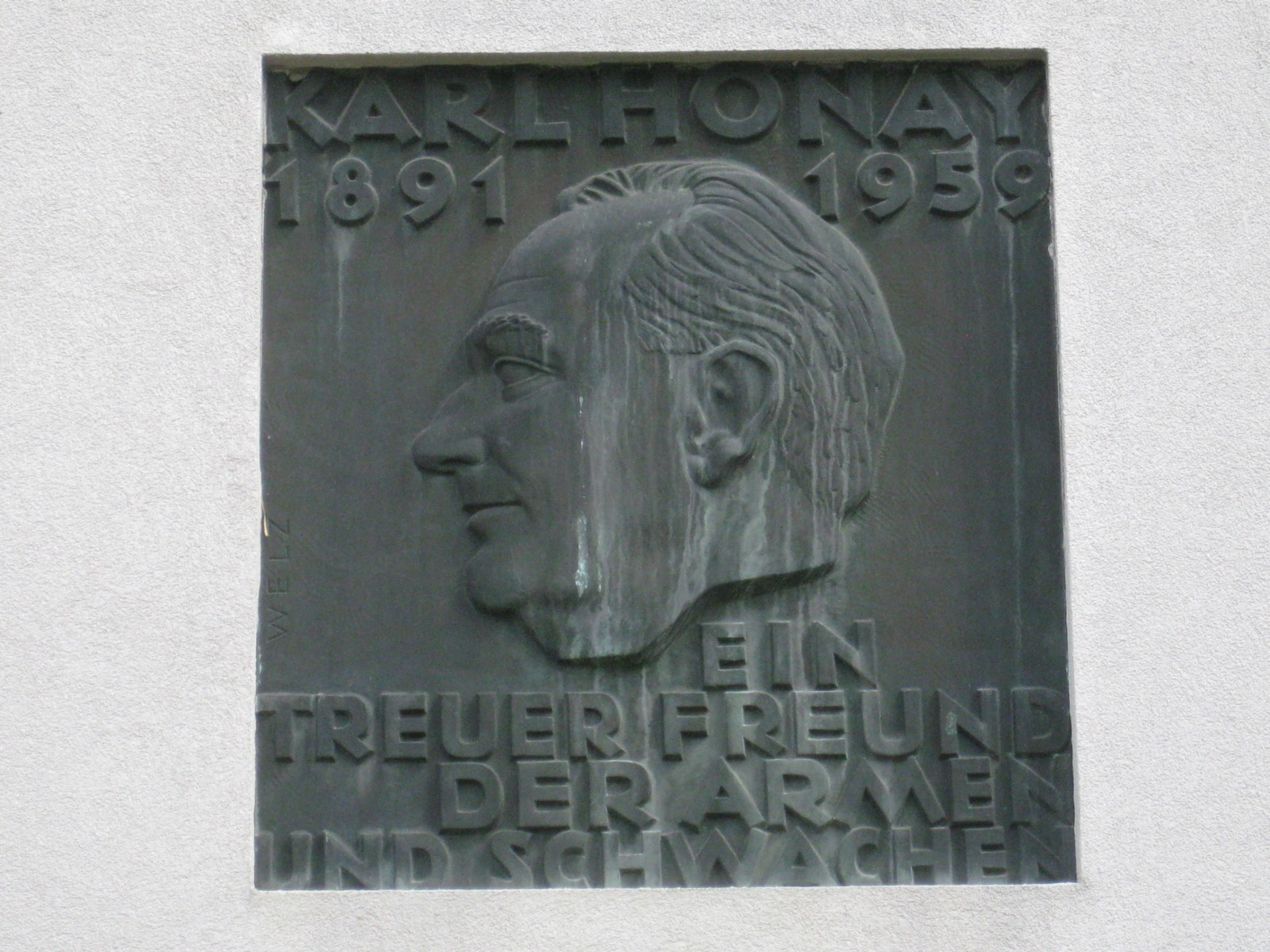
Gedenktafel im Karl-Honay-Hof

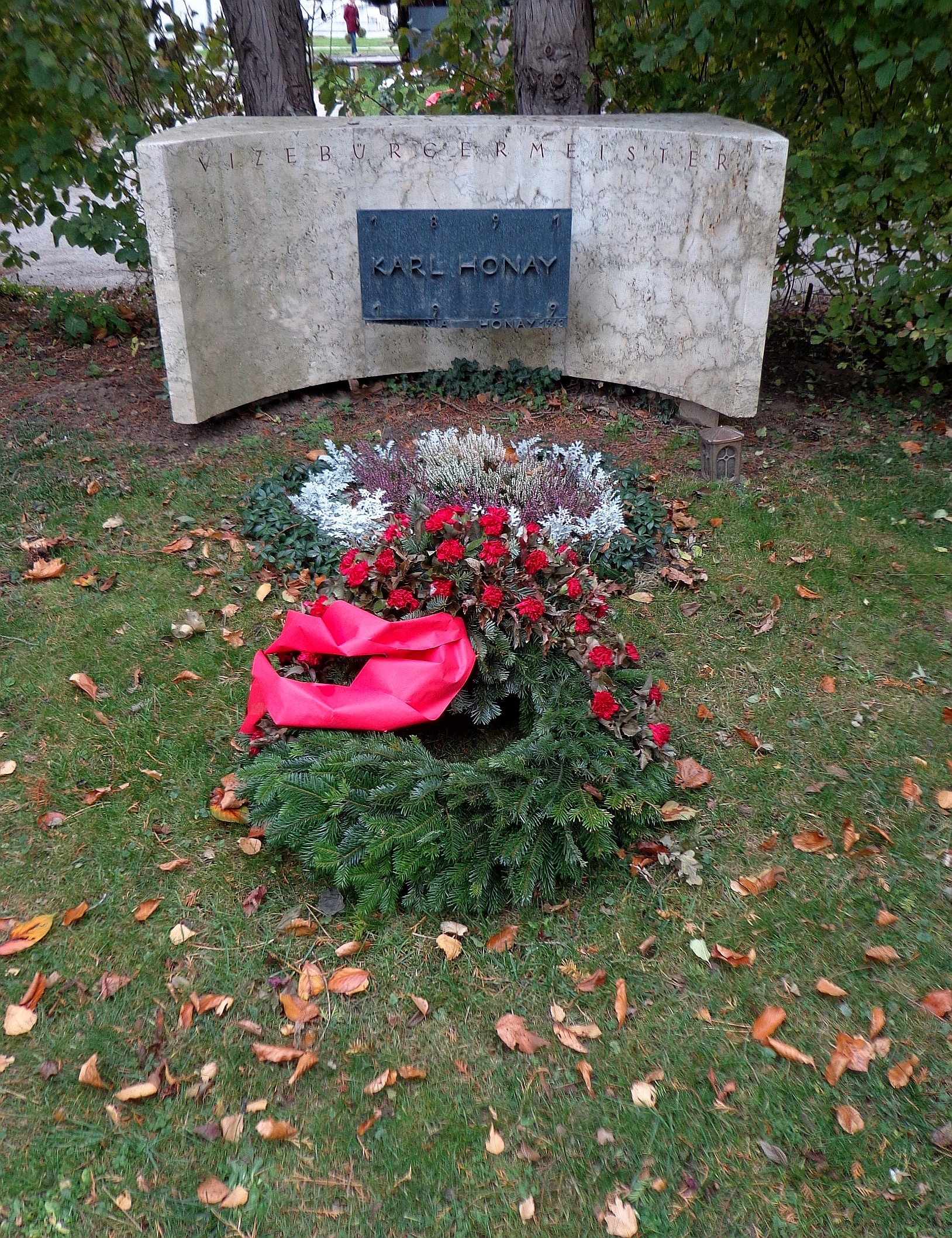
Wiener Zentralfriedhof – Ehrengrab von Karl Honay

## Leben
Karl Honay, Sohn einer Arbeiterfamilie, absolvierte nach dem Besuch der Volks- und Hauptschule eine Lehre zum Feinmechaniker. Schon als Jugendlicher engagierte er sich in der Sozialistischen Jugend. Im Ersten Weltkrieg veröffentlichte Honay eine sozialistisch geprägte Jugendzeitschrift. Es war der österreichische Politiker Victor Adler, der Honay förderte, und ihn zu einem Beamten in der Wiener Arbeiterkrankenkasse machte. Hier erwarb sich Honay als Sprecher für Sozialpolitik und Jugendschutz einen Namen.
1918, nach dem Zusammenbruch der Monarchie und der Ausrufung der Republik, fiel es Honay zu, die Büros im Wiener Rathaus zu organisieren und einen Pressedienst einzuführen. Zudem wurde Honay zum sozialdemokratischen Klubsekretär ernannt, ein Amt, das er bis 1932 bekleidete. 1920 wurde Honay Landtagsabgeordneter für Wien und Niederösterreich. In den 1920er Jahren publizierte Honay für einige Zeitungen, darunter auch die Österreichische Gemeinde-Zeitung.
1932, nach den Wiener Gemeinderatswahlen, wurde Honay als Abgeordneter des Wiener Gemeindebezirks Ottakring in den Gemeinderat entsandt. 1933 erfolgte seine Ernennung zum Stadtrat für Wohlfahrts- und Gesundheitswesen. Am 12. Februar 1934 wurden Honay, der Wiener Bürgermeister Karl Seitz, sowie alle anderen sozialdemokratischen Stadträte Wiens verhaftet und in das Anhaltelager Wöllersdorf deportiert. Doch noch im selben Jahr wurde er wieder freigelassen.
1934 wurde Honay Mitarbeiter einer Wiener Versicherung. Obwohl er keine politischen Ämter mehr innehatte, betätigte er sich im Geheimen für die nun illegalen Sozialdemokraten. Kurz nach Ausbruch des Zweiten Weltkriegs erfolgte Honays erneute Verhaftung und seine Deportation in das Konzentrationslager Buchenwald. Hier wurde er acht Monate lang, bis 1940, festgehalten, ehe er erneut freigelassen wurde. Er kehrte erneut nach Wien zurück, wo er 1944 erneut verhaftet wurde, um dieses Mal jedoch ins Konzentrationslager Dachau deportiert zu werden. Hier blieb er bis Februar 1945.
Nach dem Krieg konnte Honay seine Karriere als Politiker wieder aufnehmen, als er erneut in den Wiener Gemeinderat gewählt und zum Finanzstadtrat ernannt wurde. 1947 wurde Honay zum Vizebürgermeister und somit gleichzeitig zum Landeshauptmannstellvertreter von Wien gewählt, ein Amt, das er bis zu seinem Ableben bekleidete.
Karl Honay betätigte sich auch auf bundespolitischer Ebene. 1945 wurde er Mitglied des Österreichischen Bundesrats und im Dezember 1945 zu dessen Präsidenten gewählt. Im Juli 1946 übernahm er das Amt des Vizepräsidenten des Bundesrats und bekleidete diese Funktion bis Dezember 1949.
Über das Privatleben von Karl Honay ist wenig bekannt. Am 19. Mai des letzten Lebensjahres erlitt Honay einen Schlaganfall. Er starb am 5. Juni 1959 in der Klinik Fellinger im Alter von 67 Jahren und wurde in einem Ehrengrab auf dem Wiener Zentralfriedhof beigesetzt (Gruppe 14 C, Nr. 27).
Karl Honay war ab 1937 Mitglied der Freimaurerloge Sokrates, 1945 affiliert in die Sammelloge Humanitas renata und 1947 Gründungsmitglied der reaktivierten Loge Lessing zu den 3 Ringen.

## Ehrungen
- 1951 erhielt er den Anton-Bruckner-Ring
- 1955 wurde Karl Honay von Hans Stilp (1882–1956) der Honay-Marsch (für Blasorchester) gewidmet.[4]
- Unmittelbar posthum wurde Honay zum Bürger ehrenhalber der Stadt Wien ernannt, eine Ehrung die ursprünglich für den Herbst 1959 vorgesehen gewesen war.[2]
- Zum Gedenken an Karl Honay wurde im 16. Bezirk Wiens in der Gablenzgasse eine Wohnhausanlage nach ihm benannt. Eine Gedenktafel erinnert dort an ihn.[5]